# Daniel Gott

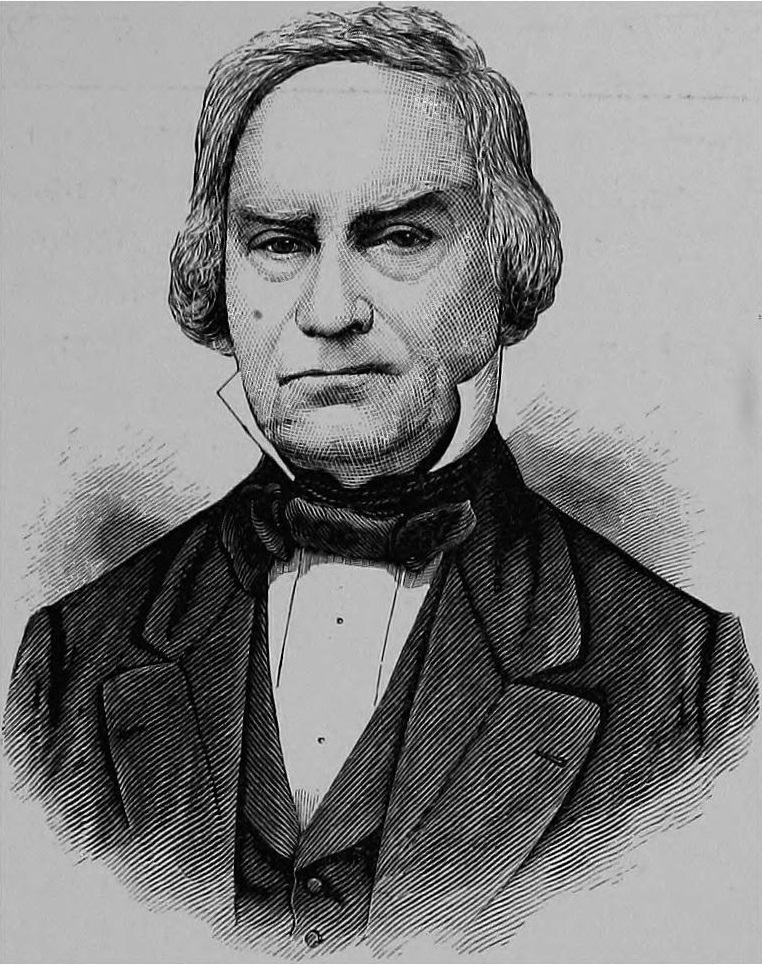
Daniel Gott

Daniel Gott (* 10. Juli 1794 in Hebron bei New London, Connecticut; † 6. Juli 1864 in Syracuse, New York) war ein US-amerikanischer Jurist und Politiker. Zwischen 1847 und 1851 vertrat er den Bundesstaat New York im US-Repräsentantenhaus.

## Werdegang
Daniel Gott besuchte öffentliche Schulen. Im Alter von 16. Jahren unterrichtete er an einer Schule. 1817 zog er nach Pompey. Zu jenem Zeitpunkt war der Britisch-Amerikanische Krieg ungefähr zwei Jahre zu Ende. Er studierte Jura. Nach dem Erhalt seiner Zulassung als Anwalt 1819 begann er in Pompey zu praktizieren. Politisch gehörte er der Whig Party an. Bei den Kongresswahlen des Jahres 1846 für den 30. Kongress wurde Gott im 24. Wahlbezirk von New York in das US-Repräsentantenhaus in Washington, D.C. gewählt, wo er am 4. März 1847 die Nachfolge von Horace Wheaton antrat. Er wurde einmal wiedergewählt und schied dann nach dem 3. März 1851 aus dem Kongress aus. Seine erste Amtszeit war vom Mexikanisch-Amerikanischen Krieg überschattet. 1853 zog er nach Syracuse, wo er wieder seiner Tätigkeit als Anwalt nachging. Er starb dort während des Bürgerkrieges und wurde auf dem Pompey Hill Cemetery in Pompey beigesetzt.